# Raffaele Vanni
Raffaele Vanni   (Roma, 15 de febrer de 1922 - Roma, 14 de setembre de 2019) va ser un sindicalista i polític italià.
Va ser elegit com a secretari general de la Unió Italiana del Treball (UIL) entre 1969 i 1976.